# Синьков, Михаил Викторович
Михаил Викторович Синьков (26 июня 1936 — 15 июля 2011, Киев) — украинский учёный в области прикладной математики и информатики. Доктор технических наук, профессор, Заслуженный деятель науки и техники Украины, лауреат Государственной премии СССР, лауреат Государственной премии Украины в области науки и техники.

## Биография
В 1958 г. окончил радиотехнический факультет Киевского политехнического института. Работал в Киевском институте автоматики Министерства приборостроения СССР (1958—1972), Институте электродинамики АН УССР (1972—1981), Институте проблем моделирования в энергетике АН УССР (1981—1988). С 1988 г. заведующий отделом специальных средств моделирования Института проблем регистрации информации НАН Украины.

## Научные интересы
Михаил Синьков существенно развил теоретические положения многомерных гиперкомплексных числовых систем и их связей с методами теории чисел; основал новый научный цикл исследований — непозиционные системы представления, обработки и передачи информации; создал основы теории и принципы построения широкого класса проблемно-ориентированных средств и систем с применением нетрадиционных методов кодирования.
Синьков — основатель теоретических исследований и практических разработок на Украине по компьютерной томографии. Под его руководством разработаны и переданы в серийное производство компьютерный томограф третьего поколения для исследования тела человека. Полученные Синьковым теоретические и практические результаты по вычислительной томографии носят широкий характер и используются при построении томографических систем для микротомографии, томографии недр земли и океана, физики плазмы и тому подобное.
Автор около 300 научных трудов, среди которых книги, препринты, статьи, авторские свидетельства. Член редколлегии научного журнала «Регистрация, хранение и обработка данных».

## Ссылка
- https://web.archive.org/web/20100224071622/http://www.nbuv.gov.ua/institutions/ipri/synkov.html